# Smermisia esperanzae
Smermisia esperanzae là một loài nhện trong họ Linyphiidae.
Loài này thuộc chi Smermisia. Smermisia esperanzae được Albert Tullgren miêu tả năm 1901.